# Gebänderte Zylinderrose
Die Gebänderte Zylinderrose (Isarachnanthus nocturnus, Syn.: Arachnanthus nocturnus) oder Kariben-Zylinderrose lebt im tropischen, westlichen Atlantik im Bereich der westindischen Inseln, der Bahamas, Bermudas und Floridas auf Sandböden in Tiefen von 5 bis 20 Metern. Sie wird zwanzig Zentimeter lang, ist Zwitter und nachtaktiv. Sie ernährt sich von Plankton. Wie alle Zylinderrosen lebt sie in einer selbstgebauten pergamentartigen Röhre, in die sie sich bei Störungen, zum Beispiel bei plötzlicher Beleuchtung durch einen Taucher, schnell zurückzieht.